# Coritiba Foot Ball Club
Coritiba Foot Ball Club là câu lạc bộ bóng đá Brasil thành lập ngày 12-10-1909,đang chơi ở Giải vô địch bóng đá Brasil 2013.

## Sân vận động
- Major Antônio Couto Pereira

## Danh hiệu
- Campeonato Brasileiro Série A: 1

1985
- Campeonato Brasileiro Série B: 2

2007, 2010
- Torneio do Povo: 1

1973
- Campeonato Paranaense: 38

1916, 1927, 1931, 1933, 1935, 1939, 1941, 1942, 1946, 1947, 1951, 1952, 1954, 1956, 1957, 1959, 1960, 1968, 1969, 1971, 1972, 1973, 1974, 1975, 1976, 1978, 1979, 1986, 1989, 1999, 2003, 2004, 2008, 2010, 2011, 2012, 2013, 2017
- Taça Cidade de Curitiba/Taça Clemente Comandulli: 2

1976, 1978
- Festival Brasileiro de Futebol: 1

1997
- Fita Azul Internacional: 1

1962, 1972